# Helen's Marriage
Helen's Marriage és una curtmetratge mut de la Biograph dirigit per Mack Sennett i William Beaudine, protagonitzat per Mabel Normand i Edward Dillon. Filmada a Los Angeles, la pel·lícula, de mitja bobina, es va estrenar el 23 de maig de 1912. Sennett, més tard a la Keystone va repetir el mateix argument a “Hash House Mashers” (1915) i “Better Late Than Never” (1916).

## Argument
Tom es presenta a casa de Helen amb una escala de mà amb la idea que ella pugui sortir de casa d’amagat i així puguin casar-se. Malauradament, són sorpresos pels pares d’ella i Tom ha de fugir davant les amenaces del pare que amb un tret de pistola li fa volar el barret. L'endemà, Tom coincideix el rodatge d’una escena d'una pel·lículai que representa un casament i té la idea de disfressar la seva fuga amb Helen com si fos el rodatge d’una altra pel·lícula. Per això sol·licita l'ajuda dels seus amics del club que accepten entusiasmats disfressar-se dels diferents papers de l'obra. Tom escriu a Helen una carta on li explica el seu pla: faran veure que filmen un casament davant de casa seva i aleshores la núvia simularà trobar-se malament i ella la substituirà. Així ho fan i la núvia, que de fet és un dels seus amics disfressats, simula disfressar-se i els pares acaben cedint a que la substitueixi Mabel. El que ells no saben és que es tracta d'un capellà verdader i que Tom i Helen de fet s'estan casant davant els pares sense que ells ho impedeixin.

## Repartiment
- Mabel Normand (Helen)
- Edward Dillon (Tom)
- Frank Opperman (pare)
- Grace Henderson (mare)
- Fred Mace (amic que fa de núvia)
- Dell Henderson (amic que fa de director)
- Charles West (amic que fa de càmera)
- William J. Butler (amic)
- Frank Evans (amic)
- J. Jiquel Lanoe (amic)
- Mack Sennett (director de la pel·lícula)
- William Beaudine (càmera de la pel·lícula)
- Sylvia Ashton (actriu com a núvia)
- Charles Avery (actor com nuvi)